# Ophiclinus
Ophiclinus es un género de peces de la familia Clinidae, del orden Perciformes. Este género marino fue descrito científicamente en 1872 por Francis de Laporte de Castelnau.

## Especies
Especies reconocidas del género:
- Ophiclinus antarcticus Castelnau, 1872
- Ophiclinus brevipinnis A. George & V. G. Springer, 1980
- Ophiclinus gabrieli Waite, 1906
- Ophiclinus gracilis Waite, 1906
- Ophiclinus ningulus A. George & V. G. Springer, 1980
- Ophiclinus pectoralis A. George & V. G. Springer, 1980